# Real Betis Féminas
Real Betis Balompié Féminas er en spansk fodboldklub for kvinder, hjemmehørende i Sevilla. Klubben er kvindernes afdeling af Real Betis. Holdet spiller hjemmekampene på Ciudad Deportiva Luis del Sol.